# Herb gminy Szczutowo
Herb gminy Szczutowo – symbol gminy Szczutowo, autorstwa Zdzisława Dumowskiego, ustanowiony 16 listopada 1998.

## Wygląd i symbolika
Herb przedstawia na tarczy w polu zielonym czerwony mur z blankami, z którego wystaje złoty lew trzymający w łapach pierścień (godło z herbu Prawdzic), a pod nim na niebieskim polu srebrną rybę, nawiązującą do licznych jezior gminy.